# Irada Zeïnalova
Irada Avtandilovna Zeïnalova (in russo Ира́да Автанди́ловна Зейна́лова?; Mosca, 20 febbraio 1972) è una giornalista e presentatrice televisiva russa, direttrice artistica e dell'informazione della redazione principale della società televisiva NTV. È stata autrice e presentatrice del programma Itogui nedeli («Итоги недели», "Risultati settimanali") su NTV dal 2016. In precedenza, ha ospitato l'edizione domenicale di Vremya su Channel One (2012-2016), ed è stata a capo degli uffici corrispondenti di Channel One in Gran Bretagna (Londra) e Israele (Tel Aviv). Membro dell'Accademia Russa della Televisione.

## Biografia
È nata il 20 febbraio 1972 a Mosca in una famiglia mista: il padre Avtandil Isabaliev è azero, originario della Repubblica socialista sovietica d'Azerbaijan, la madre Galina Alekseevna è russa. È la sorella di Svetlana Zeynalova (nata nel 1977), anche lei giornalista. Ha studiato alla scuola numero 61 a Mosca. Ha poi studiato all'università in ingegneria specializzandosi in ingegneria-tecnologia di rivestimenti protettivi ottenuti mediante solidificazione ad alta velocità di materiali e soluzioni in polvere. Dopo la laurea ha svolto uno stage negli Stati Uniti.
In televisione dal 1997. Inizialmente, ha lavorato come redattrice e anche traduttrice dall'inglese nel programma Vesti (RTR)..Nel 2000-2003 è stata corrispondente dei programmi Vesti e Vesti Nedeli. Stava lavorando durante l'attacco terroristico al teatro Dubrovka nell'ottobre 2002. Ha lasciato il canale televisivo "Russia" nell'aprile 2003.. Dal 2003 al 2016 ha lavorato a Channel One.. Inizialmente, dal 2003 al 2007, è stata corrispondente per i notiziari "Notizie", "Vremya" e "Altre notizie". Ha riferito sui giorni delle esplosioni nella metropolitana di Mosca nel febbraio 2004 e marzo 2010, l'attacco terroristico da parte di musulmani alla scuola di Beslan nel settembre 2004, i giorni dell'incidente a Mosca dell'energia elettrica il 25 maggio 2005. Ma ha anche raccontato la finale della Coppa del Mondo 2006 in Germania, i Giochi Olimpici Invernali di Torino 2006 (Italia), (Italia), vincendo il premio televisivo TEFI-2006 nella categoria "Personalità" nella sezione "Miglior corrispondente" (per la serie di programmi "Momenti d'oro delle Olimpiadi"). Successivamente ha seguito anche i Giochi olimpici di Londra del 2012 e i Giochi olimpici di Sotchi del 2014.
Insignita dell'Ordine "Per i servizi alla Patria" II grado (2006). Dal 2007 al 2010 è stata capo dell'ufficio OJSC "First Channel" a Londra, in Gran Bretagna. Nel 2010-2011 ha lavorato di nuovo a Mosca. Da marzo 2011 a giugno 2012 diventa capo dell'ufficio israeliano di First Channel OJSC, Mosca. Dal 9 settembre 2012 al 10 luglio 2016 - il presentatore dell'edizione domenicale del programma televisivo Vremya. Dal 7 dicembre 2012 partecipa all'annuale "Interviste con Dmitry Medvedev" (nel 2012-2015 - come giornalista di Channel One, dal 2016 - come collaboratrice di NTV). Nel luglio 2014 è stata coinvolta nella diffusione di informazioni false su un bambino crocifisso. Il 21 dicembre dello stesso anno, Irada Zeynalova ha dichiarato nel programma "Vremya" che "i giornalisti non hanno e non hanno prove di questa tragedia, ma questa è la vera storia di una donna che è scappata dalla vita reale". 
Nell'agosto 2014 è stata inserita nell'elenco delle sanzioni dall'Ucraina per la sua posizione sulla guerra nell'Ucraina orientale e l'annessione della Crimea alla Russia.. Il 18 dicembre 2015, ha preso parte alle congratulazioni con la squadra di Murmansk alle finali della KVN Higher League. Il 1º ottobre 2016, il programma di intrattenimento di Maxim Galkin "MaximMaxim" è stato trasmesso con la sua partecipazione, che è stata anche la sua ultima apparizione su Channel One.  Dal 4 dicembre 2016, con "La fine della settimana con Irada Zeynalova" ha iniziato a condurre il programma informativo-analitico della domenica su NTV. Oltre a trasmettere in studio, Irada Zeynalova prepara reportage per il suo programma e intervista persone legate ai principali eventi della settimana. Il 21 luglio 2017, insieme a Yegor Kolyvanov e Sergey Malozyomov, ha condotto il programma "Una conversazione non infantile con Vladimir Putin".

## Vita privata
Il primo marito è il giornalista Alexey Samoletov. Hanno avuto un figlio, Timur. La coppia ha poi divorziato nell'ottobre 2015 dopo 20 anni di matrimonio. Il secondo marito è un corrispondente militare, Alexander Evstigneev, che ha lavorato anche a Channel One (da aprile 2007 a dicembre 2017), e in seguito presso Channel Russia-1. Il matrimonio ha avuto luogo il 16 dicembre 2016. 
Il cugino di Isabal, Musa Oguly Zeynalov, è l'ex preside della Facoltà di giurisprudenza dell'Università agraria statale di San Pietroburgo. Nel 2017 è stato arrestato per corruzione e incarcerato per 8 anni.

## Premi
- Ordine "Per i servizi alla Patria" di 1° grado (22 aprile 2014) — "Per l'elevata professionalità e imparzialità nella copertura di eventi nella Repubblica di Crimea" (il decreto sul premio non è stato pubblicato).
- Ordine "Per i servizi alla Patria" di II grado (27 novembre 2006) — "Per il grande contributo allo sviluppo delle trasmissioni televisive e radiofoniche locali e per molti anni di lavoro efficace".
- Premio della penna d'oro della Russia (2018).
- Premio del governo della Federazione Russa nel campo dei mass media (17 dicembre 2021) - per il contributo allo sviluppo delle trasmissioni televisive e radiofoniche locali e molti anni di lavoro efficace.